# Antiblemma rotundifera
Antiblemma rotundifera är en fjärilsart som beskrevs av Walker 1858. Antiblemma rotundifera ingår i släktet Antiblemma och familjen nattflyn. Inga underarter finns listade i Catalogue of Life.